# Kilik-Pass

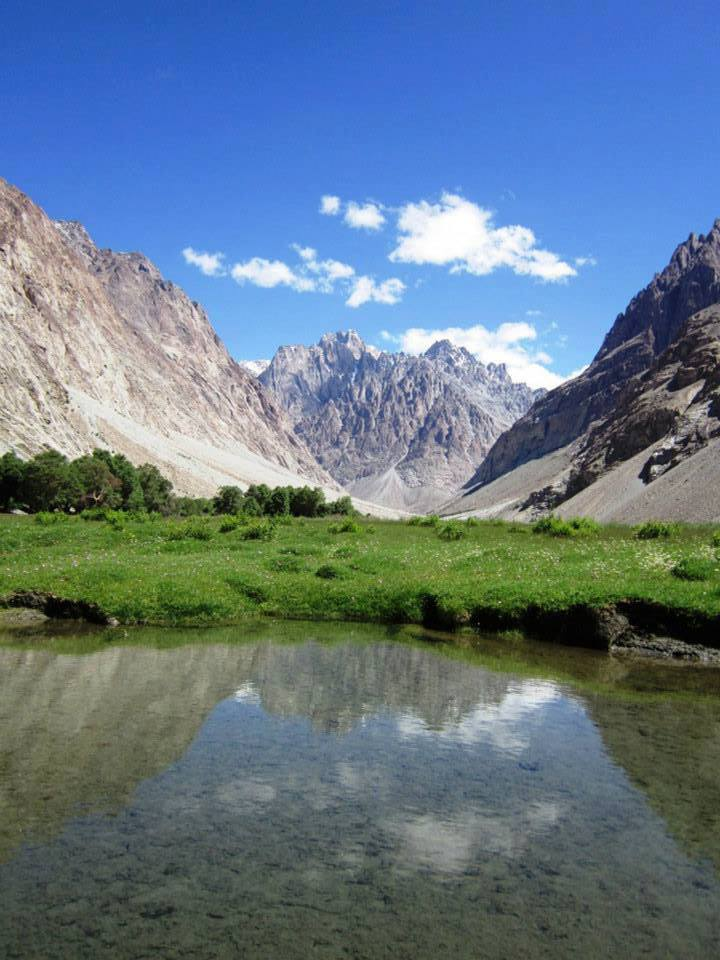
Kilik-Pass (2015)

Der Kilik-Pass ist ein 4827 m über Meereshöhe befindlicher hoher Gebirgspass, der sich 30 km westlich des Mintaka-Passes im äußersten Osten des Hindukusch zwischen Pakistan und Xinjiang in China befindet.
Beide Pässe, die nur zu Fuß oder mit Packtieren zu bewältigen sind, waren in der Vergangenheit die wichtigsten Übergänge vom Norden ins  Hunzatal, auch Gojaltal genannt. Der Kilik-Pass sollte nicht mit dem gleichnamigen Pass weiter westlich des Sanju-Passes verwechselt werden, der von Shahidula ins Tarim-Becken führt.
Der Kilik-Pass ist die kürzeste und schnellste Verbindung vom nördlichen Indien ins Tarim-Becken, der normalerweise das gesamte Jahr über geöffnet war. Der Pass war extrem gefährlich und nicht befahrbar. Erreicht werden konnte der Pass von Taschkorgan aus, ab der Wegkreuzung am Minteka-Fluss nach 70 Kilometern. Von dort aus konnte dem Mintaka-Tal folgend 80 Kilometer entfernt der Mintaka-Pass und weitere 30 Kilometer entfernt der „alternative Kilik-Pass“ erreicht werden, die beide nach Hunza führen und von dort konnte die Reise über die so genannten rafiqs oder hanging passages (deutsch: „hängende Wege“) ins Gilgit-Tal und weiter nach Kaschmir oder auf die Ebenen von Gandharan fortgesetzt werden.
Beladene Packtiere konnten über den Mintaka-Pass und über die Kilikpässe ganzjährig Lasten ins obere Hunza-Tal transportieren, anschließend waren die Lasten von Trägern ins Gilgittal zu bringen, ein aufwendiges und gefährliches Unterfangen. Von dort konnten die Lasten erneut auf Packtiere geladen und weiter in den Osten nach Kaschmir und anschließend auf langen Wegen nach Taxila oder westlich nach Chitral gebracht werden. Von dort konnten sie relativ leicht entweder nach Dschalalabad in Afghanistan oder Peschawar in Pakistan gebracht werden.
Der Mintaka-Pass war der Pass, der in der Vergangenheit am meisten genutzt wurde, bis sich das Gletschereis auf diesen Pass ausbreitete. Danach wurde der Kilik-Pass von den Reisenden genutzt, die aus China und Afghanistan oder aus weiter entfernten Gebieten kamen und ohne große Gefahren das Gebirge überwinden wollten.
Frühe Gräber der Kyrgyz-Nomaden und Felsengravierungen, die auf die Buddhistische Zeit zurückgehen, lassen vermuten, dass diese Gebirgspässe von Reisenden, Pilgern und Händlern seit langer Zeit begangen wurden.
Der neue Karakorum Highway verläuft weiter südlich und anschließend westlich über den 4733 m hohen Kunjirap-Pass.